# نيكون دي 200
نيكون دي 200 (بالإنجليزية: Nikon D200)‏ كاميرا احترافية من إنتاج شركة نيكون10.2 ميجا بيكسل وقد طرحت في السوق في نوفمبر 2005